# Davis Cup 2017 Play-off Nhóm Thế giới
Play-off Davis Cup 2017 Nhóm Thế giới sẽ tổ chức từ ngày 15 đến ngày 17 tháng 9 năm 2017. Đó là những trận play-off chính của Davis Cup 2017. Đội thắng của trận play-off sẽ được thăng hạng nhóm thế giới năm 2018, và đội thôi sẽ xuống hạng tương ứng với các khu vực nhóm I.

## Teams
| Từ Nhóm thế giới - Argentina - Đức - Cộng hòa Séc - Thụy Sĩ - Nhật Bản - Canada - Nga - Croatia | Từ Nhóm I Khu vực châu Mỹ - Brasil - Colombia Từ nhóm I Khu châu Á/châu Đại Dương - Kazakhstan - Ấn Độ Từ Nhóm I Khu vực châu Âu/châu Phi - Hungary - Hà Lan - Belarus - Bồ Đào Nha |

## Mô tả kết quả
Thời gian: 15–17 tháng 9
Tám đội thua ở vòng đầu tiên của nhóm thế giới và tám đội thắng ở chung kết Nhóm I các khu vực sẽ gặp nhau. Tám đội thắng trong các cặp đấu này sẽ giành quyền dự nhóm thế giới năm 2018.Lễ bốc thăm diễn ra vào ngày 11 tháng 4 ở Luân Đôn.
| Nhóm thế giới (theo thứ hạng ITF) - Argentina - Croatia - Thụy Sĩ - Cộng hòa Séc - Canada - Nhật Bản - Đức - Nga | Các nhóm khu vực - Hungary - Belarus - Brasil - Colombia - Ấn Độ - Kazakhstan - Hà Lan - Bồ Đào Nha |

| Đội chủ nhà | Kết quả | Đội khách    | Địa điểm    | Sân vận động                    | Sân        | Mặt săn |
| ----------- | ------- | ------------ | ----------- | ------------------------------- | ---------- | ------- |
| Kazakhstan  | 3–2     | Argentina    | Astana      | Trung tâm Quần vợt Quốc gia     | Trong nhà  | Cứng    |
| Colombia    | 1–4     | Croatia      | Bogotá      | Plaza de Toros la Santamaría    | Ngoài trời | Đất nện |
| Thụy Sĩ     | 3–2     | Belarus      | Biel/Bienne | Swiss Tennis Arena              | Trong nhà  | Cứng    |
| Hà Lan      | 3-2     | Cộng hòa Séc | The Hague   | Sportcampus Zuiderpark          | Trong nhà  | Đất nện |
| Bồ Đào Nha  | 2–3     | Đức          | Lisbon      | Clube de Ténis do Jamor         | Ngoài trời | Đất nện |
| Nhật Bản    | 3–1     | Brasil       | Osaka       | Trung tâm Quần vợt Utsubo       | Ngoài trời | Cứng    |
| Hungary     | 3–1     | Nga          | Budapest    | Margaret Island Athletic Centre | Ngoài trời | Đất nện |
| Canada      | 3–2     | Ấn Độ        | Edmonton    | Northlands Coliseum             | Trong nhà  | Cứng    |

- Canada,  Croatia,  Đức,  Nhật Bản và  Thụy Sĩ Sẽ tiếp tục trong Nhóm Thế giới trong năm 2018.
- Hungary,  Kazakhstan và  Hà Lan Được thăng hạng vào Nhóm Thế giới trong năm 2018.
- Belarus,  Brasil,  Colombia,  Ấn Độ và  Bồ Đào Nha Sẽ tiếp tục trong Nhóm I trong năm 2018.
- Argentina,  Cộng hòa Séc và  Nga Được xuống hạng vào Nhóm I trong năm 2018.

## Kết quả Play-off

### Kazakhstan vs. Argentina
| · Kazakhstan · 3 | Trung tâm Quần vợt Quốc gia, Astana, Kazakhstan 15–17 tháng 9 năm 2017 Cứng (i) | Trung tâm Quần vợt Quốc gia, Astana, Kazakhstan 15–17 tháng 9 năm 2017 Cứng (i) | · Argentina · 2 |      |      |     |   |     |
| \| \| \| \| 1 \| 2 \| 3 \| 4 \| 5 \| \| \| - \| \| ------------------------------------------------------------------------ \| ---- \| ---- \| ---- \| --- \| - \| --- \| \| 1 \| \| Mikhail Kukushkin Guido Pella \| 65 7 \| 7 65 \| 6 2 \| 6 4 \| \| \| \| 2 \| \| Dmitry Popko Diego Schwartzman \| 4 6 \| 2 6 \| 2 6 \| \| \| \| \| 3 \| \| Timur Khabibulin / Aleksandr Nedovyesov Máximo González / Andrés Molteni \| 5 7 \| 6 4 \| 7 5 \| 6 4 \| \| \| \| 4 \| \| Mikhail Kukushkin Diego Schwartzman \| 6 4 \| 6 4 \| 7 62 \| \| \| \| \| 5 \| \| Dmitry Popko Guido Pella \| \| \| \| \| \| w/o \| |                                                                                 |                                                                                 |                 |      |      |     |   |     |
| |                                                                                 |                                                                                 | 1               | 2    | 3    | 4   | 5 |     |
| 1 | Kazakhstan · Argentina                                                          | Mikhail Kukushkin Guido Pella                                                   | 65 7            | 7 65 | 6 2  | 6 4 |   |     |
| 2 | Kazakhstan · Argentina                                                          | Dmitry Popko Diego Schwartzman                                                  | 4 6             | 2 6  | 2 6  |     |   |     |
| 3 | Kazakhstan · Argentina                                                          | Timur Khabibulin / Aleksandr Nedovyesov Máximo González / Andrés Molteni        | 5 7             | 6 4  | 7 5  | 6 4 |   |     |
| 4 | Kazakhstan · Argentina                                                          | Mikhail Kukushkin Diego Schwartzman                                             | 6 4             | 6 4  | 7 62 |     |   |     |
| 5 | Kazakhstan · Argentina                                                          | Dmitry Popko Guido Pella                                                        |                 |      |      |     |   | w/o |

### Colombia vs. Croatia
| · Colombia · 1 | Santamaría Bullring, Bogotá, Colombia 15–17 tháng 9 năm 2017 Đất nện | Santamaría Bullring, Bogotá, Colombia 15–17 tháng 9 năm 2017 Đất nện | · Croatia · 4 |      |     |     |     |  |
| \| \| \| \| 1 \| 2 \| 3 \| 4 \| 5 \| \| \| - \| \| ------------------------------------------------------------------ \| --- \| ---- \| --- \| --- \| --- \| \| \| 1 \| \| Alejandro González Marin Čilić \| 1 6 \| 4 6 \| 1 6 \| \| \| \| \| 2 \| \| Santiago Giraldo Franko Škugor \| 6 4 \| 4 6 \| 5 7 \| 6 4 \| 6 2 \| \| \| 3 \| \| Juan Sebastián Cabal / Alejandro Falla Marin Čilić / Nikola Mektić \| 7 5 \| 7 65 \| 4 6 \| 2 6 \| 4 6 \| \| \| 4 \| \| Santiago Giraldo Marin Čilić \| 3 6 \| 4 6 \| 4 6 \| \| \| \| \| 5 \| \| Alejandro González Viktor Galović \| 4 6 \| 6 2 \| 2 6 \| \| \| \| |                                                                      |                                                                      |               |      |     |     |     |  |
| |                                                                      |                                                                      | 1             | 2    | 3   | 4   | 5   |  |
| 1 | Colombia · Croatia                                                   | Alejandro González Marin Čilić                                       | 1 6           | 4 6  | 1 6 |     |     |  |
| 2 | Colombia · Croatia                                                   | Santiago Giraldo Franko Škugor                                       | 6 4           | 4 6  | 5 7 | 6 4 | 6 2 |  |
| 3 | Colombia · Croatia                                                   | Juan Sebastián Cabal / Alejandro Falla Marin Čilić / Nikola Mektić   | 7 5           | 7 65 | 4 6 | 2 6 | 4 6 |  |
| 4 | Colombia · Croatia                                                   | Santiago Giraldo Marin Čilić                                         | 3 6           | 4 6  | 4 6 |     |     |  |
| 5 | Colombia · Croatia                                                   | Alejandro González Viktor Galović                                    | 4 6           | 6 2  | 2 6 |     |     |  |

### Thụy Sĩ vs. Belarus
| · Thụy Sĩ · 3 | Swiss Tennis Arena, Biel/Bienne, Thụy Sĩ 15–17 tháng 9 năm 2017 Cứng (i) | Swiss Tennis Arena, Biel/Bienne, Thụy Sĩ 15–17 tháng 9 năm 2017 Cứng (i) | · Belarus · 2 |      |      |     |   |  |
| \| \| \| \| 1 \| 2 \| 3 \| 4 \| 5 \| \| \| - \| \| ------------------------------------------------------------- \| ---- \| ---- \| ---- \| --- \| - \| \| \| 1 \| \| Henri Laaksonen Yaraslav Shyla \| 4 6 \| 2 6 \| 63 7 \| \| \| \| \| 2 \| \| Marco Chiudinelli Dzmitry Zhyrmont \| 6 3 \| 4 6 \| 6 4 \| 6 3 \| \| \| \| 3 \| \| Adrian Bodmer / Luca Margaroli Max Mirnyi / Andrei Vasilevski \| 6 78 \| 64 7 \| 63 7 \| \| \| \| \| 4 \| \| Henri Laaksonen Dzmitry Zhyrmont \| 6 2 \| 6 2 \| 5 7 \| 6 2 \| \| \| \| 5 \| \| Marco Chiudinelli Yaraslav Shyla \| 6 4 \| 6 3 \| 6 4 \| \| \| \| |                                                                          |                                                                          |               |      |      |     |   |  |
| |                                                                          |                                                                          | 1             | 2    | 3    | 4   | 5 |  |
| 1 | Thụy Sĩ · Belarus                                                        | Henri Laaksonen Yaraslav Shyla                                           | 4 6           | 2 6  | 63 7 |     |   |  |
| 2 | Thụy Sĩ · Belarus                                                        | Marco Chiudinelli Dzmitry Zhyrmont                                       | 6 3           | 4 6  | 6 4  | 6 3 |   |  |
| 3 | Thụy Sĩ · Belarus                                                        | Adrian Bodmer / Luca Margaroli Max Mirnyi / Andrei Vasilevski            | 6 78          | 64 7 | 63 7 |     |   |  |
| 4 | Thụy Sĩ · Belarus                                                        | Henri Laaksonen Dzmitry Zhyrmont                                         | 6 2           | 6 2  | 5 7  | 6 2 |   |  |
| 5 | Thụy Sĩ · Belarus                                                        | Marco Chiudinelli Yaraslav Shyla                                         | 6 4           | 6 3  | 6 4  |     |   |  |

### Hà Lan vs. Cộng hòa Séc
| · Hà Lan · 3 | Sportcampus Zuiderpark, Den Haag, Hà Lan 15–17 tháng 9 năm 2017 Đất nện (i) | Sportcampus Zuiderpark, Den Haag, Hà Lan 15–17 tháng 9 năm 2017 Đất nện (i) | · Cộng hòa Séc · 2 |     |      |     |     |  |
| \| \| \| \| 1 \| 2 \| 3 \| 4 \| 5 \| \| \| - \| \| ----------------------------------------------------------- \| ---- \| --- \| ---- \| --- \| --- \| \| \| 1 \| \| Thiemo de Bakker Jiří Veselý \| 6 4 \| 3 6 \| 6 4 \| 4 6 \| 4 6 \| \| \| 2 \| \| Robin Haase Lukáš Rosol \| 7 65 \| 3 6 \| 2 6 \| 6 3 \| 5 7 \| \| \| 3 \| \| Robin Haase / Matwé Middelkoop Roman Jebavý / Adam Pavlásek \| 4 6 \| 6 4 \| 7 61 \| 6 4 \| \| \| \| 4 \| \| Robin Haase Jiří Veselý \| 6 1 \| 1 6 \| 6 3 \| 6 4 \| \| \| \| 5 \| \| Thiemo de Bakker Lukáš Rosol \| 3 6 \| 6 4 \| 6 4 \| 6 4 \| \| \| |                                                                             |                                                                             |                    |     |      |     |     |  |
| |                                                                             |                                                                             | 1                  | 2   | 3    | 4   | 5   |  |
| 1 | Hà Lan · Cộng hòa Séc                                                       | Thiemo de Bakker Jiří Veselý                                                | 6 4                | 3 6 | 6 4  | 4 6 | 4 6 |  |
| 2 | Hà Lan · Cộng hòa Séc                                                       | Robin Haase Lukáš Rosol                                                     | 7 65               | 3 6 | 2 6  | 6 3 | 5 7 |  |
| 3 | Hà Lan · Cộng hòa Séc                                                       | Robin Haase / Matwé Middelkoop Roman Jebavý / Adam Pavlásek                 | 4 6                | 6 4 | 7 61 | 6 4 |     |  |
| 4 | Hà Lan · Cộng hòa Séc                                                       | Robin Haase Jiří Veselý                                                     | 6 1                | 1 6 | 6 3  | 6 4 |     |  |
| 5 | Hà Lan · Cộng hòa Séc                                                       | Thiemo de Bakker Lukáš Rosol                                                | 3 6                | 6 4 | 6 4  | 6 4 |     |  |

### Bồ Đào Nha vs. Đức
| · Bồ Đào Nha · 2 | Clube de Ténis do Jamor, Oeiras,, Bồ Đào Nha 15–17 tháng 9 năm 2017 Đất nện | Clube de Ténis do Jamor, Oeiras,, Bồ Đào Nha 15–17 tháng 9 năm 2017 Đất nện | · Đức · 3 |        |      |      |     |  |
| \| \| \| \| 1 \| 2 \| 3 \| 4 \| 5 \| \| \| - \| \| ------------------------------------------------------- \| --- \| ------ \| ---- \| ---- \| --- \| \| \| 1 \| \| João Sousa Cedrik-Marcel Stebe \| 6 4 \| 3 6 \| 3 6 \| 0 6 \| \| \| \| 2 \| \| Pedro Sousa Jan-Lennard Struff \| 6 2 \| 7 5 \| 7 64 \| \| \| \| \| 3 \| \| Gastão Elias / João Sousa Tim Pütz / Jan-Lennard Struff \| 2 6 \| 6 4 \| 7 65 \| 4 6 \| 4 6 \| \| \| 4 \| \| João Sousa Jan-Lennard Struff \| 0 6 \| 7 63 \| 6 3 \| 6 78 \| 4 6 \| \| \| 5 \| \| João Domingues Yannick Hanfmann \| 6 3 \| 710 68 \| \| \| \| \| |                                                                             |                                                                             |           |        |      |      |     |  |
| |                                                                             |                                                                             | 1         | 2      | 3    | 4    | 5   |  |
| 1 | Bồ Đào Nha · Đức                                                            | João Sousa Cedrik-Marcel Stebe                                              | 6 4       | 3 6    | 3 6  | 0 6  |     |  |
| 2 | Bồ Đào Nha · Đức                                                            | Pedro Sousa Jan-Lennard Struff                                              | 6 2       | 7 5    | 7 64 |      |     |  |
| 3 | Bồ Đào Nha · Đức                                                            | Gastão Elias / João Sousa Tim Pütz / Jan-Lennard Struff                     | 2 6       | 6 4    | 7 65 | 4 6  | 4 6 |  |
| 4 | Bồ Đào Nha · Đức                                                            | João Sousa Jan-Lennard Struff                                               | 0 6       | 7 63   | 6 3  | 6 78 | 4 6 |  |
| 5 | Bồ Đào Nha · Đức                                                            | João Domingues Yannick Hanfmann                                             | 6 3       | 710 68 |      |      |     |  |

### Nhật Bản vs. Brasil
| · Nhật Bản · 3 | Utsubo Tennis Center, Ōsaka, Nhật Bản 15–18 tháng 9 năm 2017 Cứng | Utsubo Tennis Center, Ōsaka, Nhật Bản 15–18 tháng 9 năm 2017 Cứng | · Brasil · 1 |     |      |      |     |            |
| \| \| \| \| 1 \| 2 \| 3 \| 4 \| 5 \| \| \| - \| \| ------------------------------------------------------------- \| ---- \| --- \| ---- \| ---- \| --- \| ---------- \| \| 1 \| \| Sugita Yūichi Guilherme Clezar \| 6 2 \| 7 5 \| 7 65 \| \| \| \| \| 2 \| \| Soeda Gō Thiago Monteiro \| 3 6 \| 6 4 \| 6 3 \| 61 7 \| 6 4 \| \| \| 3 \| \| Ben McLachlan / Uchiyama Yasutaka Marcelo Melo / Bruno Soares \| 62 7 \| 4 6 \| 2 6 \| \| \| \| \| 4 \| \| Sugita Yūichi Thiago Monteiro \| 6 3 \| 6 2 \| 6 3 \| \| \| \| \| 5 \| \| Soeda Gō Guilherme Clezar \| \| \| \| \| \| Không chơi \| |                                                                   |                                                                   |              |     |      |      |     |            |
| |                                                                   |                                                                   | 1            | 2   | 3    | 4    | 5   |            |
| 1 | Nhật Bản · Brasil                                                 | Sugita Yūichi Guilherme Clezar                                    | 6 2          | 7 5 | 7 65 |      |     |            |
| 2 | Nhật Bản · Brasil                                                 | Soeda Gō Thiago Monteiro                                          | 3 6          | 6 4 | 6 3  | 61 7 | 6 4 |            |
| 3 | Nhật Bản · Brasil                                                 | Ben McLachlan / Uchiyama Yasutaka Marcelo Melo / Bruno Soares     | 62 7         | 4 6 | 2 6  |      |     |            |
| 4 | Nhật Bản · Brasil                                                 | Sugita Yūichi Thiago Monteiro                                     | 6 3          | 6 2 | 6 3  |      |     |            |
| 5 | Nhật Bản · Brasil                                                 | Soeda Gō Guilherme Clezar                                         |              |     |      |      |     | Không chơi |

### Hungary vs. Nga
| · Hungary · 3 | Kopaszi Dam, Budapest, Hungary 15–17 tháng 9 năm 2017 Đất nện | Kopaszi Dam, Budapest, Hungary 15–17 tháng 9 năm 2017 Đất nện          | · Nga · 1 |     |         |     |     |            |
| \| \| \| \| 1 \| 2 \| 3 \| 4 \| 5 \| \| \| - \| \| ---------------------------------------------------------------------- \| ---- \| --- \| ------- \| --- \| --- \| ---------- \| \| 1 \| \| Márton Fucsovics Andrey Rublev \| 6 2 \| 6 4 \| 5 7 \| 2 6 \| 6 3 \| \| \| 2 \| \| Attila Balázs Karen Khachanov \| 6 3 \| 2 6 \| 612 714 \| 1 6 \| \| \| \| 3 \| \| Attila Balázs / Márton Fucsovics Konstantin Kravchuk / Daniil Medvedev \| 7 64 \| 6 4 \| 7 64 \| \| \| \| \| 4 \| \| Márton Fucsovics Karen Khachanov \| 7 5 \| 6 4 \| 6 4 \| \| \| \| \| 5 \| \| Attila Balázs Andrey Rublev \| \| \| \| \| \| Không chơi \| |                                                               |                                                                        |           |     |         |     |     |            |
| |                                                               |                                                                        | 1         | 2   | 3       | 4   | 5   |            |
| 1 | Hungary · Nga                                                 | Márton Fucsovics Andrey Rublev                                         | 6 2       | 6 4 | 5 7     | 2 6 | 6 3 |            |
| 2 | Hungary · Nga                                                 | Attila Balázs Karen Khachanov                                          | 6 3       | 2 6 | 612 714 | 1 6 |     |            |
| 3 | Hungary · Nga                                                 | Attila Balázs / Márton Fucsovics Konstantin Kravchuk / Daniil Medvedev | 7 64      | 6 4 | 7 64    |     |     |            |
| 4 | Hungary · Nga                                                 | Márton Fucsovics Karen Khachanov                                       | 7 5       | 6 4 | 6 4     |     |     |            |
| 5 | Hungary · Nga                                                 | Attila Balázs Andrey Rublev                                            |           |     |         |     |     | Không chơi |

### Canada vs. Ấn Độ
| · Canada · 3 | Northlands Coliseum, Edmonton, Canada 15–17 tháng 9 năm 2017 Cứng (i) | Northlands Coliseum, Edmonton, Canada 15–17 tháng 9 năm 2017 Cứng (i) | · Ấn Độ · 2 |      |      |     |     |  |
| \| \| \| \| 1 \| 2 \| 3 \| 4 \| 5 \| \| \| - \| \| --------------------------------------------------------- \| ---- \| ---- \| ---- \| --- \| --- \| \| \| 1 \| \| Brayden Schnur Ramkumar Ramanathan \| 7 5 \| 64 7 \| 5 7 \| 5 7 \| \| \| \| 2 \| \| Denis Shapovalov Yuki Bhambri \| 7 62 \| 6 4 \| 6 78 \| 4 6 \| 6 1 \| \| \| 3 \| \| Daniel Nestor / Vasek Pospisil Rohan Bopanna / Purav Raja \| 7 5 \| 7 5 \| 5 7 \| 6 3 \| \| \| \| 4 \| \| Denis Shapovalov Ramkumar Ramanathan \| 6 3 \| 7 61 \| 6 3 \| \| \| \| \| 5 \| \| Brayden Schnur Yuki Bhambri \| 4 6 \| 6 4 \| 4 6 \| \| \| \| |                                                                       |                                                                       |             |      |      |     |     |  |
| |                                                                       |                                                                       | 1           | 2    | 3    | 4   | 5   |  |
| 1 | Canada · Ấn Độ                                                        | Brayden Schnur Ramkumar Ramanathan                                    | 7 5         | 64 7 | 5 7  | 5 7 |     |  |
| 2 | Canada · Ấn Độ                                                        | Denis Shapovalov Yuki Bhambri                                         | 7 62        | 6 4  | 6 78 | 4 6 | 6 1 |  |
| 3 | Canada · Ấn Độ                                                        | Daniel Nestor / Vasek Pospisil Rohan Bopanna / Purav Raja             | 7 5         | 7 5  | 5 7  | 6 3 |     |  |
| 4 | Canada · Ấn Độ                                                        | Denis Shapovalov Ramkumar Ramanathan                                  | 6 3         | 7 61 | 6 3  |     |     |  |
| 5 | Canada · Ấn Độ                                                        | Brayden Schnur Yuki Bhambri                                           | 4 6         | 6 4  | 4 6  |     |     |  |